# فرد زيلر
فرد زيلر (بالفرنسية: Fred Zeller)‏ هو رسام فرنسي، ولد في 26 مارس 1912 في باريس في فرنسا، وتوفي في 7 فبراير 2003 في برجراك في فرنسا.